# 才利民
才利民（1955年1月—），男，满族，河北宽城人，中华人民共和国政治人物，第十二届全国人大山东地区代表。河北师范学院政教系党政干部专修科毕业，新加坡南洋理工大学商学院经济统计系经济管理研究生学历。

## 生平
1975年8月加入中国共产党。历任共青团河北省委副书记，中共深泽县委副书记、县长，河北省宗教局副局长、省民族宗教事务厅副厅长，邯郸市委副书记，省纪委副书记等职。1998年1月当选河北省人民政府副省长，2006年4月改任山东省人民政府副省长。2012年5月在中共山东省第十届委员会第一次全体会议上当选为省委常委。2012年6月任山东省委政法委书记。2015年2月当选为山东省人大常委会副主任。2015年3月，不再任山东省委常委。